# Хайдер, Пауль

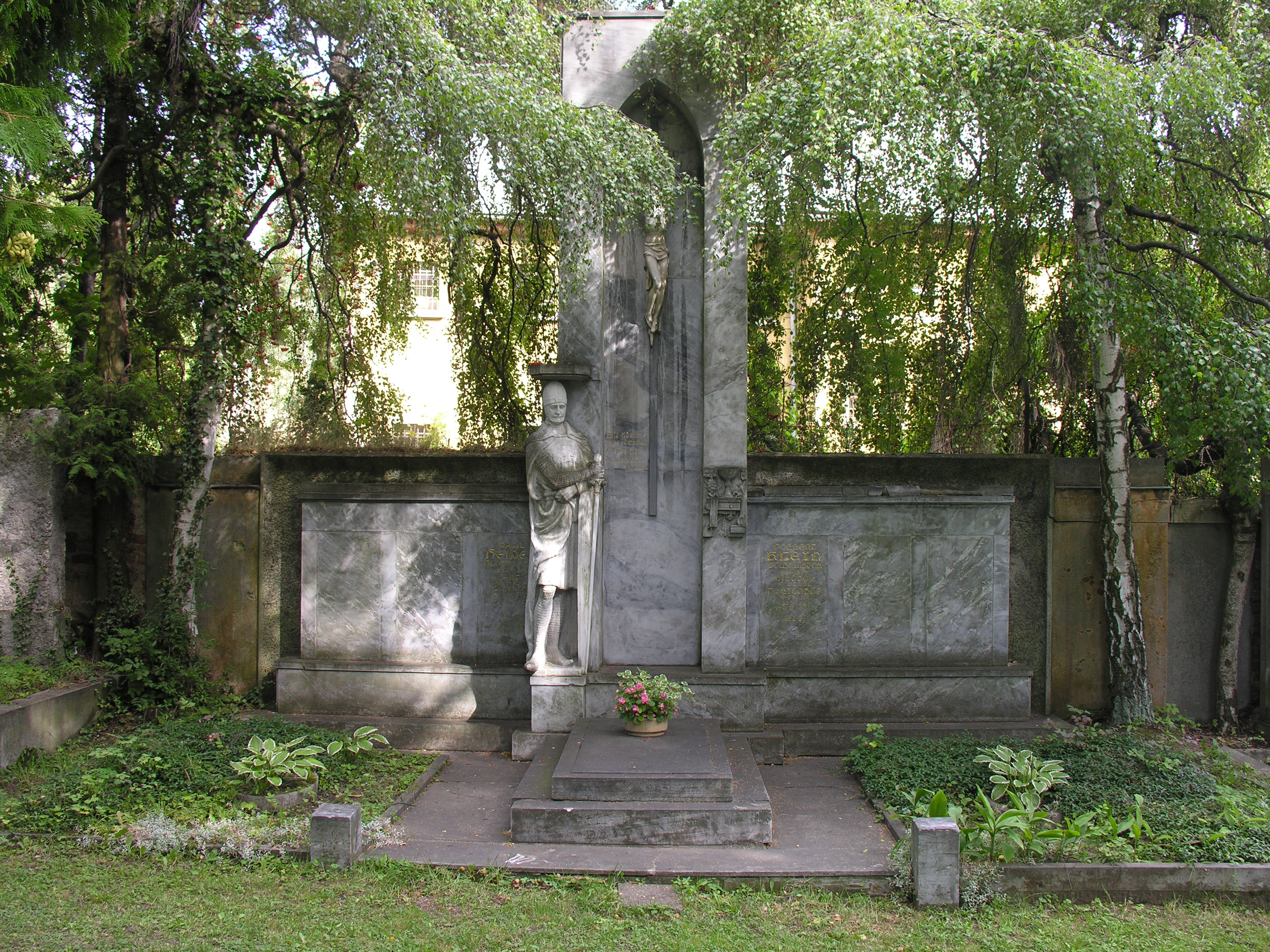
Могила Гроссмейстеров Тевтонского ордена Норберта Кляйна и Пауля Хайдера в Брунтале

Пауль Хайдер (нем. Paul Heider; 21 июня 1868, Адамов близ Брно, Богемия — 25 января 1936, Опава, Чехословакия) — аббат, 60-й Гроссмейстер Тевтонского ордена с 1933 до 1936 года.

## Биография
Родился в семье немецких ремесленников. Окончил духовную семинарию в Кромержиже и поступил на богословский факультет университета Инсбрука. В 1892 году был рукоположен в священники, уже будучи послушником Тевтонского ордена.
После трёх лет работы пастором Вюрбенталя, в 1909 году вернулся во Брунталь, где стал пастором и деканом деканата Брунталя.
Участвовал в строительстве Дома католического союза в Брунтале и опекал местную больницу. Организовал местное крестьянское движение (христианских демократов).
После Первой мировой войны остался в Опаве, где участвовал в издании католической газеты «Lud» и строительстве церкви св. Ядвиги. В то время он стал активистом Немецкой христианской социальной народной партии.
В ноябре 1916 года сменил в качестве ректора церкви Марии-Химмельфарт-Кирхе в Опаве Норберта Кляйна, который был назначен епископом Брно. 
В 1933 году в Вене П. Хайдер был единогласно избран главой Генерального капитула Тевтонского ордена. В том же году Папа Пий XI пожаловал ему сан аббата и право носить аббатские знаки отличия (митра, посох, чёрная сутана с пурпурной окантовкой, с головным убором и поясом).
Находясь в должности Великого Магистра, П. Хайдер приложил много сил для беатификации реорганизатора Тевтонского ордена Петера Риглера и развития мирского движения в рамках ордена.
Похоронен на кладбище Брунталя рядом со своим предшественником Норбертом Кляйном.